# Bois (Charente-Maritime)
Bois – miejscowość i gmina we Francji, w regionie Nowa Akwitania, w departamencie Charente-Maritime.
Według danych na rok 1990 gminę zamieszkiwało 427 osób, a gęstość zaludnienia wynosiła 20 osób/km² (wśród 1467 gmin regionu Poitou-Charentes Bois plasuje się na 607. miejscu pod względem liczby ludności, natomiast pod względem powierzchni na miejscu 353.).